# Sagoma limite

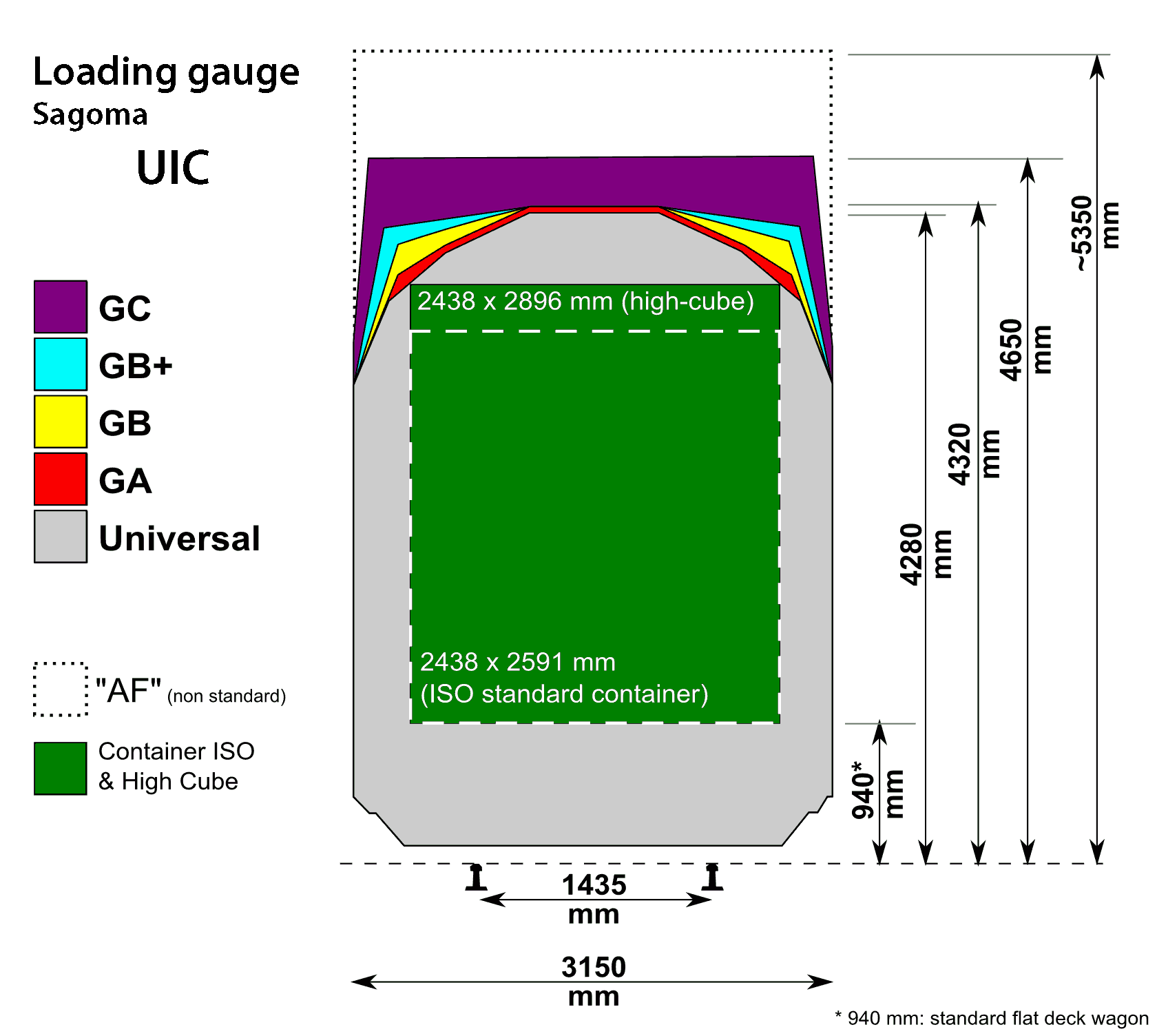
Confronto fra la sagoma standard ferroviaria ("universale" o "Berna 1914") e le sagome maggiorate standardizzate dall'UIC GA-B-C. A titolo di confronto sono riportate anche le sagome di container standard ISO e high-cube e l'ipotesi di sagoma "Autostrada ferroviaria grande sagoma" proposta per alcune molto specifiche linee ma non approvata quale standard internazionale.

Nella tecnica delle ferrovie con il termine di sagoma limite (gabarit in francese, loading gauge in inglese, gálibo ferroviario in spagnolo), viene indicata la dimensione massima di larghezza e di altezza sul piano del ferro che deve essere rispettata da qualunque tipo di rotabile ferroviario perché possa liberamente circolare. Si parla di sagoma, e non semplicemente di dimensioni ammesse, in quanto queste ultime sono variabili con l'altezza considerata, dando luogo ad un vero e proprio profilo con una forma particolare, e non ad un semplice rettangolo.
Da un punto di vista tecnico, la sagoma limite è pensata come un "profilo di sicurezza" che deve rimanere (con un certo margine) libero da ostacoli fissi per consentire il transito dei carri, e che viceversa questi ultimi non devono mai superare in condizioni di marcia. Per questo motivo, non è sufficiente che i carri e le carrozze lo rispettino in ogni loro sezione trasversale: in curva, infatti, i veicoli si trovano ad assumere la posizione di corde di archi di cerchio, avvicinando le parti oltre gli assi o i carrelli al limite esterno, e la parte centrale al limite interno alla curva; pertanto, occorre ridurre la larghezza dei veicoli man mano che se ne aumenta la lunghezza.
Le sagome limite, come le altre disposizioni e norme relative alle ferrovie, sono stabilite da organismi appositi come l'UIC in sede europea; in Inghilterra vige una sagoma limite ridotta in larghezza che viene definita sagoma inglese che pertanto non permette la circolazione dei rotabili europei se non adeguati ad essa. Esistono inoltre singole sagome limite per le ferrovie a scartamento ridotto spesso anche differenti l'una dall'altra. Anche negli Stati Uniti d'America esistono sagome limiti differenti e per alcune linee di Amtrak anche incompatibili con il resto della rete, come nel caso delle alte carrozze a due piani.

## Storia
La sagoma limite è stata definita alle origini delle ferrovie linea per linea. In seguito con l'interconnessione di varie linee e l'estensione della rete ferroviaria anche oltre i limiti dei singoli stati si è dovuti pervenire ad accordi precisi che definissero le dimensioni massime da rispettare in ogni caso per permettere la circolazione dei treni tra stati differenti; il 18 maggio 1907 venne approvato il Protocollo di Berna che definiva le norme di unificazione tecnica delle ferrovie a cui ogni ferrovia di ciascuno stato si adeguò. L'azienda autonoma delle Ferrovie dello Stato le resero esecutive dal 1º maggio 1908. In seguito vennero modificate e le nuove disposizioni entrarono in vigore dall'11 gennaio 1939.
In tempi più recenti, lo sviluppo del traffico combinato ha reso necessario poter sfruttare al massimo le possibilità reali di transito dei mezzi trasportanti semirimorchi, senza procedere all'imposizione di una sagoma limite internazionale maggiorata che sarebbe stata molto onerosa per tutti. Si è proceduto quindi ad una codifica delle linee: nella zona interessata dai rimorchi e semirimorchi stradali durante il trasporto in ferrovia sono state disegnate una serie di sagome limite numerate, partendo da 00 per l'internazionale "normale" per arrivare fino ad 99; ciascuna linea viene codificata semplicemente con il numero della sagoma limite più elevata che è compatibile con il transito su di essa.

## Sagoma limite come infrastruttura

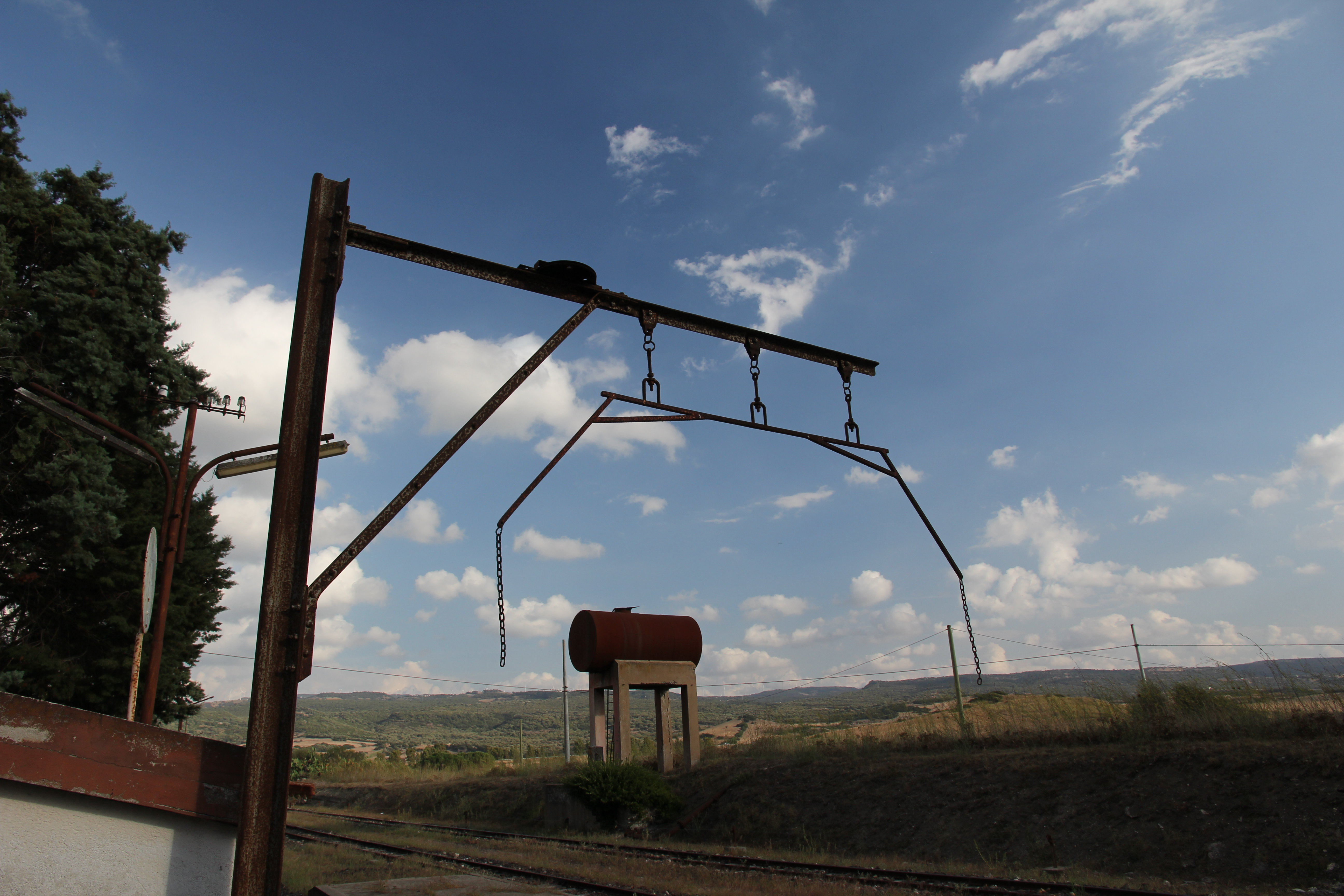
Sagoma limite in uso nella stazione di Perfugas

La sagoma limite oltre che una norma è anche un'infrastruttura non molto appariscente, ma che esercita una funzione indispensabile ed insostituibile nelle stazioni e soprattutto negli scali merci per controllare che il carico dei carri rientri nei limiti prima dell'immissione nei binari e raccordi, nelle aree di stazione e nelle linee ferroviarie.
È costituita da un palo verticale che regge una mensola trasversale alla quale è appesa una dima sagomata che permette di controllare larghezza ed altezza del carro che vi passa sotto lentamente in manovra.